# Hrabstwo Douglas (Dakota Południowa)
Hrabstwo Douglas (ang. Douglas County) – hrabstwo w stanie Dakota Południowa w Stanach Zjednoczonych. Obszar całkowity hrabstwa obejmuje powierzchnię 434,13 mil² (1124,39 km²). Według szacunków United States Census Bureau w roku 2009 miało 2933 mieszkańców.
Hrabstwo powstało w 1873 roku. Na jego terenie znajdują się następujące gminy (townships): Belmont, Chester, Clark, East Choleau, Garfield, Grandview, Holland, Independence, Iowa, Joubert, Lincoln, Valley, Walnut Grove, Washington.

## Miejscowości
- Armour
- Corsica
- Delmont

## CDP
- Harrison
- New Holland